# Río Llierca
El río Llierca es un curso de agua del noreste de la península ibérica, afluente del Fluviá. Discurre por la provincia española de Gerona.

## Descripción
Discurre por la provincia de Gerona. El río, tras pasar cerca de localidades como Oix y Montagut, termina por desembocar en el río Fluviá. Aparece descrito en el décimo volumen del Diccionario geográfico-estadístico-histórico de España y sus posesiones de Ultramar de Pascual Madoz de la siguiente manera:

LLIERCA: r. en la prov. de Gerona, part. jud. de Olot; tiene su origen del riach. de la Vall del Bach; toma el nombre de Llierca al entrar en el térm. de Oix, y lo conserva hasta Palau de Montagut, donde se une con el r. Fluviá; baña los térm. de Tortellá y Montagut, y en el primero lo cruza un puente que facilita el paso para Francia.
(Madoz, 1847, p. 499)

Las aguas del río, perteneciente a la cuenca hidrográfica del Fluviá, terminan vertidas en el mar Mediterráneo.